# Koňak

Koňak Le Reviseur XO

Koňak (francouzsky cognac) je nejznámějším typem brandy. Základní surovinou pro výrobu jsou hrozny vinné révy. Proto, aby se mohla pálenka nazývat koňak, musí splňovat přísná kritéria, které ustanovilo BNIC (Bureau National Interprofessionel du cognac):
- musí pocházet z okolí města Cognac v západní Francii (což stanovil již francouzský zákon roku 1909)[1]. Tento region se dále dělí na šest oblastí (cru): Grande Champagne, Petite Champagne, Borderies, Fins Bois, Bons Bois a Bois Ordinaires – v pořadí snižující se hodnocení. Hrozny z jednotlivých apelací je povoleno mezi sebou míchat. Pokud jsou použité hrozny vypěstovány pouze v apelaci Grande Champagne a pochází z odrůdy Ugni Blanc je možno koňak na etiketě označit jako Première cru du Cognac.
- musí být vyrobena jen z bílých odrůd Ugni Blanc, Folle Blanche nebo Colombard.
- musí zrát v dubových sudech nejméně 2 roky od konce destilační sezóny, tj. od 1. dubna následujícího roku po sklizni

Oblasti v regionu Cognac

Při destilaci se používá tradičních měděných destilačních přístrojů kotlíkového typu. Poté destilát zraje nejméně 2 roky v dubových sudech. Délka zrání je poté označena zkratkou na láhvi:
- VS (very special) – nejméně 2 roky
- VSOP (very superior old pale) nebo Réserve – nejméně 4 roky
- XO (extra old) – nejméně 10[3] let

Každý rok se odpaří přibližně 3 % objemu, nazývané la part des anges (andělský podíl). Protože se alkohol odpařuje rychleji než voda, dochází k postupnému snižování obsahu alkoholu. Z původních 70 % se za padesát let sníží koncentrace na cca 40 %.
Koňak je buď směs různých ročníků (nejběžněji dostupný koňak), směs různých destilací jednoho ročníku, nebo jako ročníkový z jedné konkrétní destilace.

## Historie
V současnosti se většina odborníků přiklání k názoru, že koňak byl vymyšlen Holanďany. Tento typ vinné pálenky preferovali holandští námořníci kvůli tomu, že se lépe převážela a také snižovala daňovou zátěž (dříve se totiž neplatilo za množství čistého lihu, ale za objem nápoje). Původně se pak pálenka po převozu ředila vodou. Časem se ale začala pít i neředěná a vznikla brandy. Velké problémy při výrobě koňaku nastaly v 70. letech 19. století, kdy byla značná část vinic v regionu kolem městečka Cognac zničena mšičkou révokazem, která se do Evropy dostala z Ameriky.

## Výrobní proces
Koňak se vyrábí dvojitou destilací prokvašeného hroznového moštu. Po první destilaci má pálenka 30 % alkoholu, po druhé, delší destilaci, se získá 70% koňak. Na jeden litr koňaku je potřeba devět litrů vína.
Armaňak se smí vyrábět pouze z hroznů bílého vína, pěstovaného v okolí města La Bastide d'Armagnac a destiluje se pouze jednou.